# Finale mondiale de l'athlétisme 2008
Navigation
Édition précédente Édition suivante
La Finale mondiale de l'athlétisme 2008 s'est déroulée au Mercedes-Benz Arena de Stuttgart en Allemagne les 13 et 14 septembre 2008. Trente-six épreuves sont disputées (18 masculines et 18 féminines).

## Faits marquants
La Tchèque Barbora Špotáková établit un nouveau record du monde du lancer du javelot avec 72,28 m.

## Résultats

### Hommes
| Épreuves         | Or                                       | Argent                                    | Bronze                                   |
| ---------------- | ---------------------------------------- | ----------------------------------------- | ---------------------------------------- |
| 100 m            | Asafa Powell (JAM) 9 s 87                | Nesta Carter (JAM) 10 s 07                | Michael Frater (JAM) 10 s 10             |
| 200 m            | Stéphane Buckland (MRI) 20 s 57          | Paul Hession (IRL) 20 s 58                | Brendan Christian (ATG) 20 s 61          |
| 400 m            | LaShawn Merritt (USA) 44 s 50            | Jeremy Wariner (USA) 44 s 51              | Chris Brown (BAH) 45 s 36                |
| 800 m            | Alfred Kirwa Yego (KEN) 1 min 49 s 05    | Abraham Chepkirwok (UGA) 1 min 49 s 22    | Youssef Saad Kamel (BHR) 1 min 49 s 40   |
| 1500 m           | Haron Keitany (KEN) 3 min 37 s 92        | Asbel Kipruto Kiprop (KEN) 3 min 37 s 93  | Nicholas Willis (NZL) 3 min 38 s 22      |
| 3000 m           | Bernard Lagat (USA) 8 min 02 s 97        | Edwin Cheruiyot Soi (KEN) 8 min 03 s 55   | Matthew Tegenkamp (USA) 8 min 03 s 56    |
| 5000 m           | Edwin Cheruiyot Soi (KEN) 13 min 22 s 81 | Moses Ndiema Kipsiro (UGA) 13 min 23 s 02 | Micah Kogo (KEN) 13 min 23 s 37          |
| 3000 m steeple   | Paul Kipsiele Koech (KEN) 8 min 05 s .35 | Ezekiel Kemboi (KEN) 8 min 15 s 32        | Richard Mateelong (KEN) 8 min :16 s 05   |
| 110 m haies      | David Oliver (USA) 13 s 22               | Petr Svoboda (CZE) 13 s 33                | Ryan Wilson (USA) 13 s 54                |
| 400 m haies      | Kerron Clement (USA) 48 s 96             | Danny McFarlane (JAM) 49 s 00             | Isa Phillips (JAM) 49 s 22               |
| Saut en hauteur  | Andrey Silnov (RUS) 2,35 m               | Stefan Holm (SWE) 2,33 m                  | Jesse Williams (USA) 2,29 m              |
| Saut à la perche | Derek Miles (USA) 5,80 m                 | Brad Walker (USA) 5,70 m                  | Maksym Mazuryk (UKR) 5,60 m              |
| Saut en longueur | Fabrice Lapierre (AUS) 8,14 m            | Hussein Taher Al-Sabee (KSA) 8,13 m       | Mohamed Salman Al Khuwalidi (KSA) 8,04 m |
| Triple saut      | Nelson Évora (POR) 17,24 m               | Jadel Gregório (BRA) 17,09 m              | Randy Lewis (GRN) 17,01 m                |
| Poids            | Tomasz Majewski (POL) 20,88 m            | Christian Cantwell (USA) 20,73 m          | Daniel Taylor (USA) 20,38 m              |
| Disque           | Gerd Kanter (EST) 68,38 m                | Piotr Malchowski (POL) 66,07 m            | Robert Harting (GER) 65,76 m             |
| Marteau          | Primož Kozmus (SVN) 79,99 m              | Krisztián Pars (HUN) 79,37 m              | Koji Murofushi (JPN) 78,99 m             |
| Javelot          | Vadims Vasilevskis (LAT) 86,65 m         | Andreas Thorkildsen (NOR) 83,77 m         | Tero Pitkämäki (FIN) 81,64 m             |

### Femmes
| Épreuves         | Or                                            | Argent                                 | Bronze                                    |
| ---------------- | --------------------------------------------- | -------------------------------------- | ----------------------------------------- |
| 100 m            | Shelly-Ann Fraser (JAM) 10 s 94               | Kerron Stewart (JAM) 11 s 06           | Marshevet Hooker (USA) 11 s 06            |
| 200 m            | Sanya Richards (USA) 22 s 50                  | Marshevet Hooker (USA) 22 s 69         | Kerron Stewart (JAM) 22 s 72              |
| 400 m            | Sanya Richards (USA) 50 s 41                  | Christine Ohuruogu (GBR) 50 s 83       | Novlene Williams (JAM) 51 s 30            |
| 800 m            | Pamela Jelimo (KEN) 1 min 56 s 23             | Janeth Jepkosgei (KEN) 1 min 58 s 41   | Marilyn Okoro (GBR) 1 min 58 s 64         |
| 1500 m           | Maryam Yusuf Jamal (BHR) 4 min 06 s 59        | Gelete Burka (ETH) 4 min 07 s 45       | Iryna Lishchynska (UKR) 4 min 07 s 65     |
| 3000 m           | Meseret Defar (ETH) 8 min 43 s 60             | Vivian Cheruiyot (KEN) 8 min 44 s 64   | Jane Kiptoo (KEN) 8 min 47 s 65           |
| 5000 m           | Meseret Defar (ETH) 14 min 53 s .82           | Vivian Cheruiyot (KEN) 14 min :54 s 60 | Meselech Melkamu (ETH) 14 min 58 s 76     |
| 3000 m steeple   | Goulnara Samitova-Galkina (RUS) 9 min 21 s 73 | Eunice Jepkorir (KEN) 9 min 24 s 03    | Ruth Bisibori Nyangau (KEN) 9 min 24 s 38 |
| 100 m haies      | Josephine Onyia (ESP) 12 s 54                 | LoLo Jones (USA) 12 s 56               | Delloreen Ennis-London (JAM) 12 s 56      |
| 400 m haies      | Melaine Walker (JAM) 54 s 06                  | Anastasiya Rabchenyuk (UKR) 54 s 92    | Tiffany Williams (USA) 55 s 16            |
| Saut en hauteur  | Blanka Vlašić (CRO) 2,01 m                    | Tia Hellebaut (BEL) 1,97 m             | Ariane Friedrich (GER) 1,97 m             |
| Saut à la perche | Silke Spiegelburg (GER) 4,70 m                | Svetlana Feofanova (RUS) 4,70 m        | Monika Pyrek (POL) 4,70 m                 |
| Saut en longueur | Naide Gomes (POR) 6,71 m                      | Ksenija Balta (EST) 6,65 m             | Grace Upshaw (USA) 6,48 m                 |
| Triple saut      | Marija Šestak (SVN) 14,63 m                   | Françoise Mbango Etone (CMR) 14,50 m   | Oksana Udmurtova (RUS) 14,46 m            |
| Poids            | Valerie Vili (NZL) 19,69 m                    | Nadine Kleinert (GER) 19,42 m          | Misleydis González (CUB) 18,55 m          |
| Disque           | Yarelis Barrios (CUB) 64,88 m                 | Nicoleta Grasu (ROU) 62,48 m           | Stephanie Brown-Trafton (USA) 62,23 m     |
| Marteau          | Yipsi Moreno (CUB) 74,09 m                    | Martina Hrasnová (SVK) 71,40 m         | Anita Wlodarczyk (POL) 70,97 m            |
| Javelot          | Barbora Špotáková (CZE) 72,28 m (RM)          | Christina Obergföll (GER) 63,28 m      | Steffi Nerius (GER) 62,78 m               |